# Bernat de Boixadors i d'Erill
Bernat de Boixadors i d'Erill, comte de Savallà (Segle XVI - Segle XVII) fou un noble i militar català
Bernat de Boixadors i d'Erill fou el cap de les forces defensives al front sud als inicis de la Guerra dels Segadors, dirigint els miquelets a la defensa a la batalla del coll de Balaguer amb Josep d'Ardena, tot i que foren derrotats i la tropa es dirigí a Cambrils. El 1599 fou nomenat comte de Savallà, com a recompensa a la seva participació en 1571 a la batalla de Lepant.